# Красноярское городище
Красноярское городище — городище золотоордынского времени расположено при слиянии рек Бузан и Маячная на бэровских буграх в райцентре Красный Яр (Астраханская область).
Городище почти полностью уничтожено современными жилыми постройками. Центральная часть городища располагалась на Красноярском бугре (правый берег р. Маячной). Некрополь городища (грунтовые могильники Маячный I и Маячный II) расположен на бэровском бугре к северу от Красного Яра, на левом берегу р. Бузан. Памятник был известен уже в XVIII веке. Отдельные упоминания находок в Красном Яру имеются в литературе XIX века и начала XX века. В историографии высказывались различные точки зрения о золотоордынском наименовании этого населённого пункта.
Древнейшие датированные монеты в могильнике относились к 1260 году, а позднейшие — ко времени правления хана Узбека. По нумизматическим данным, населенный пункт на месте Красноярского городища существовал со второй половины XIII века до 1330-х годов. Материалы 1340-х годов на городище отсутствуют. В 1350-е (или в 1360-е) годы жизнь на городище возобновляется и в обращении присутствуют монеты вплоть до конца XIV века.
В начале XXI века получила развитие точка зрения о локализации на месте Красноярского городища — города Сарая, первой столицы Золотой Орды, основанной в XIII веке (работы А. В. Пачкалова), а в 1330-е годы, перенесённой на место Селитренного городища (Сарай ал-Джедид / Новый Сарай). Также Красноярское городище отождествляется с городом Кандак, который отмечен на средневековых западноевропейских картах в дельте Волги.
В 1991 году на грунтовом могильнике «Маячный бугор II» нашли вертикально зарытый в землю сосуд-дигирь, в котором находилось 10 яиц, покрытых арабскими надписями, нанесенными тушью. По предварительному заключению Н. М. Булатова и Ю. С. Пырсова, надписи носят пожелательный характер. В 2001 году были найдены два гончарных красноглиняных дигирных сосуда типа Б-1 с ту́ловом «тюльпанообразной» формы, которые использовались в качестве черпающих ведёр в чигирях (установках для перекачивания воды). На втором сосуде в месте перехода тулова к ножке, обнаружена выполненная чёрной тушью нечитаемая надпись, состоящая из двух знаков, напоминающих арабские буквы. В каждом дигире нашли по шесть яиц, которые принадлежат птице отряда куриных. На внешних поверхностях яиц чёрной тушью или чернилами нанесены плохо сохранившиеся надписи на арабском языке.